# Sarmal
Sarmal (persiska: سرمل, سَمَل) är en ort i Iran.   Den ligger i provinsen Bushehr, i den centrala delen av landet, 700 km söder om huvudstaden Teheran. Sarmal ligger 16 meter över havet och antalet invånare är 268.
Terrängen runt Sarmal är platt, och sluttar västerut. Runt Sarmal är det ganska glesbefolkat, med 40 invånare per kvadratkilometer. Närmaste större samhälle är Choghādak, 14,5 km söder om Sarmal. Trakten runt Sarmal är ofruktbar med lite eller ingen växtlighet.